# LTTC Rot-Weiß Berlin
Der LTTC „Rot-Weiß“ e. V. ist ein Berliner Tennis-Club. Gegründet wurde der Lawn-Tennis-Turnier-Club im Jahre 1897 und zählt zu den ältesten Tennisclubs in Deutschland.
Die Sportanlagen am Hundekehlesee umfassen 16 Außen- und 8 Hallentennisplätze. Darunter ist das Steffi-Graf-Stadion, das als Center Court A Sitzplätze für 7000 Zuschauer bietet.
Der Club ist Austragungsort der Berlin Tennis Open (früher German Open). Etliche Davis-Cup-Spiele wurden auf der Anlage im Grunewald ebenfalls ausgetragen.
Die Mannschaften der 1. Herren und der 1. Damen wurden mehrfach Deutscher Mannschaftsmeister im Tennis. Bekannte ehemalige Spieler des Vereins waren unter anderem Gottfried von Cramm, Boris Becker und Steffi Graf.

## Geschichte
Der Club wurde 1897 als Lawn Tennis Turnier Club (LTTC) gegründet. 1906 wurde das Gelände am Hundekehlensee zwischen Eisenbahndamm und Königsallee im Grunewald vom preußischen Forstfiskus erworben. Seit 1907 wurde der Club Austragungsort für zahlreiche, auch internationale Turniere, u.a dem Pfingstturnier. 

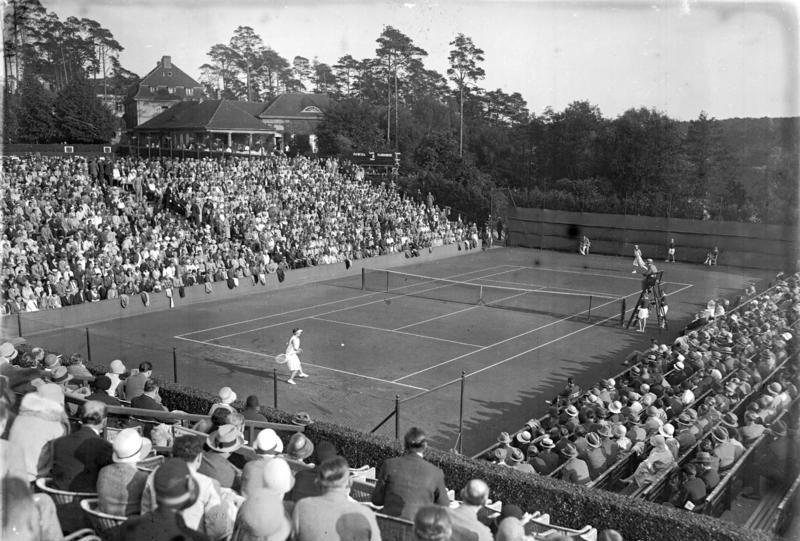
Turnier zwischen Helen Wills Moody und Paula von Reznicek, 1929

1943 wurde das Clubgelände durch einen Luftangriff während des Zweiten Weltkrieges völlig zerstört.
1947 erfolgte die Neugründung des Clubs, Wolfgang A. Hofer wurde zum Vorsitzenden gewählt. 1949 wurde der Spielbetrieb in Grunewald wieder begonnen. 1950 fiel das Pfingstturnier aus politischen Gründen aus. Seit 1950 führt der Club ein internationales Jugendturnier durch. In den Siegerlisten finden sich einige der prominentesten Namen des Tennissports, u. a. Björn Borg, Yannick Noah, Pat Cash, Boris Becker und Anke Huber. Heutzutage ist das Turnier Bestandteil der internationalen ITF-Serie.
1958 wurde Gottfried von Cramm zum Club-Vorsitzenden und Präsidenten gewählt und amtierte bis zu seinem Tod 1976. Zu seinem Gedenken wurde die Straße, die zum Club führt, in den 1990er Jahren in Gottfried-von-Cramm-Weg umbenannt. 
Mit Christian Kuhnke, Hans-Jürgen Pohmann und Harald Elschenbroich wurde der Club in den 1970er Jahren Rekordsieger der Tennisbundesliga.

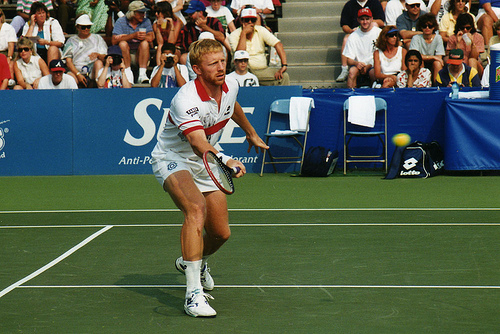
Boris Becker, Mitglied des Clubs im Jahr 1985

Steffi Graf ist seit 1984 Mitglied des Clubs und hat für den Rot-Weiß auch an Mannschaftsspielen teilgenommen. Auch Boris Becker hat den Club von 1985 bis 1987 aktiv vertreten. Er wurde als „Rot-Weißer“ erstmals Wimbledonsieger und spielte im Herbst 1985 seinen ersten Schaukampf auf dem Center Court an der Hundekehle. Bereits 1983 hatte er sich in die Siegerliste der internationalen Jugendmeisterschaften des Clubs eintragen können. 
Der vielfache Gewinn des Senatspreises für die beste Jugendarbeit beweist den hohen Stellenwert, den der Verein auch der Jugend- und Nachwuchsförderung beimisst. Tennislehrer wie Roman Najuch, „Hanne“ Nüßlein, Kurt Pohmann und Pavil Slozil standen in den Diensten des Clubs.
2005 übernahm die Qatar Tennis Federation die Rolle des Veranstalters der Damenmeisterschaften vom Deutschen Tennis Bund. 2008 gab der katarische Tennisverband die Lizenz zurück, wodurch im Grunewald keine German Open mehr stattfanden. Die Katarer hinterließen dem LTTC Rot-Weiß Berlin ca. eine Million Euro an offenen Rechnungen. Seit 2021 findet auf der Anlage des LTTC das Rasenplatzturnier Berlin Tennis Open statt.

## Verein

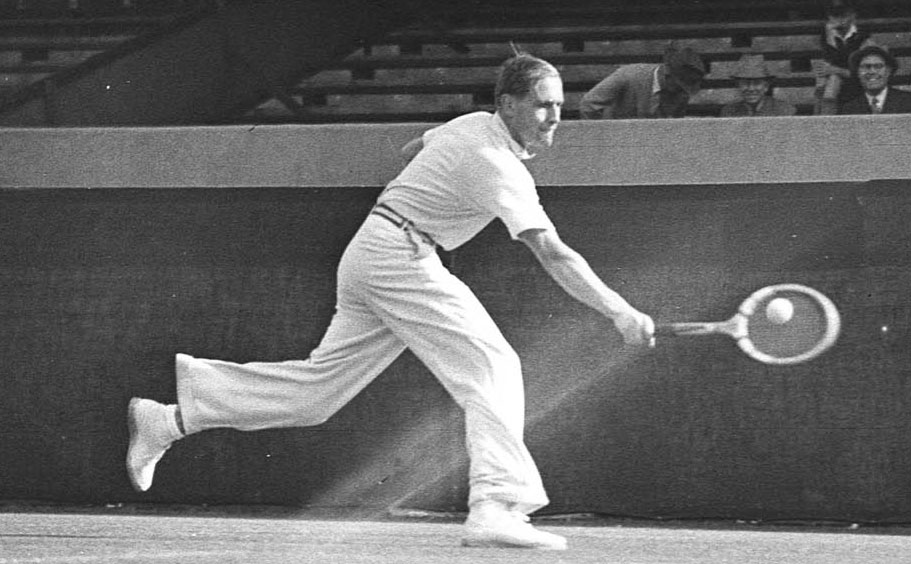
Gottfried von Cramm, Club-Vorsitzender von 1958–1976

### Tennis
Der Verein war bis 2020 insgesamt 13 Mal Deutscher Mannschaftsmeister der Herren und dreimal Deutscher Mannschaftsmeister der Damen. Die Senioren über 65 waren ebenfalls dreimal deutscher Mannschaftsmeister.
Viele bedeutende deutsche Tennisspieler haben die rotweißen Farben des LTTC vertreten, darunter Cilly Aussem, Otto Froitzheim, Henner Henkel, Hans Moldenhauer, Hans-Jürgen Pohmann, Roman Najuch und Daniel Prenn.
Im Jahre 2011 war Sabine Lisicki die bekannteste Spielerin des Vereins. Auch Xenija Perwak, Diana Enache und Simona Dobra wurden in der WTA-Weltrangliste aufgeführt.

### Weitere Sportarten
Die Hockey-Damenmannschaft des Clubs wurde 1940 erster Deutscher Meister auf dem Feld.
Die Eishockey-Herrenmannschaft des Clubs nahm zwischen 1938 und 1944 an den Deutschen Meisterschaften teil und wurde 1941 und 1944 Vizemeister. Anfang der 1950er wurde man zweimal Berliner Meister und nahm, allerdings erfolglos, an den Aufstiegsspielen zur Oberliga, damals höchste Spielklasse, teil.

## Anlagen des Clubs
Das 1996 fertiggestellte neue Center-Court-Tennisstadion hat ein Fassungsvermögen für bis zu 7000 Besucher. 2004 wurde es in Steffi-Graf-Stadion umbenannt. Bis 2019 wurde hier auf Sand gespielt, seit 2020 auf Rasen.

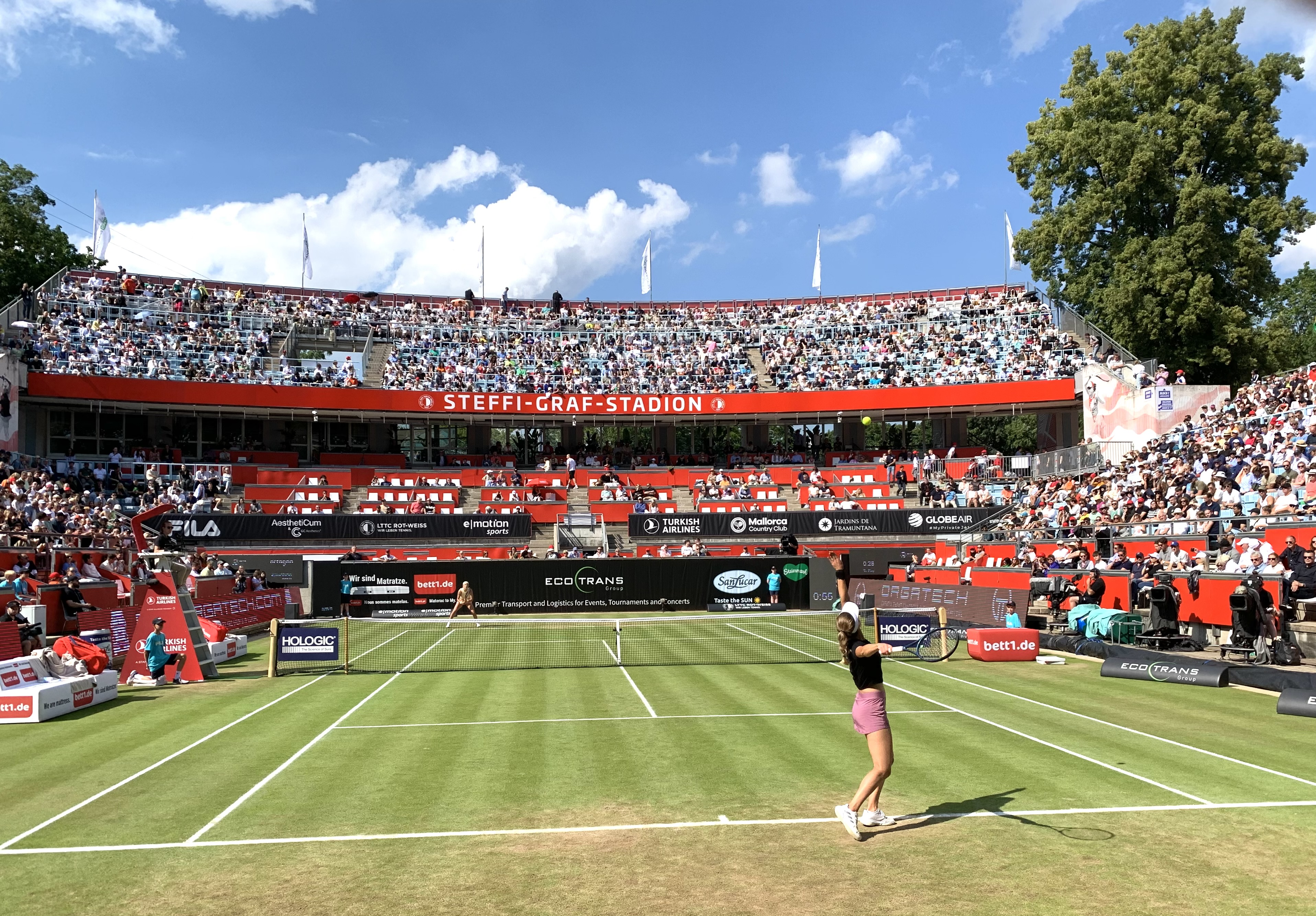
Steffi-Graf-Stadion
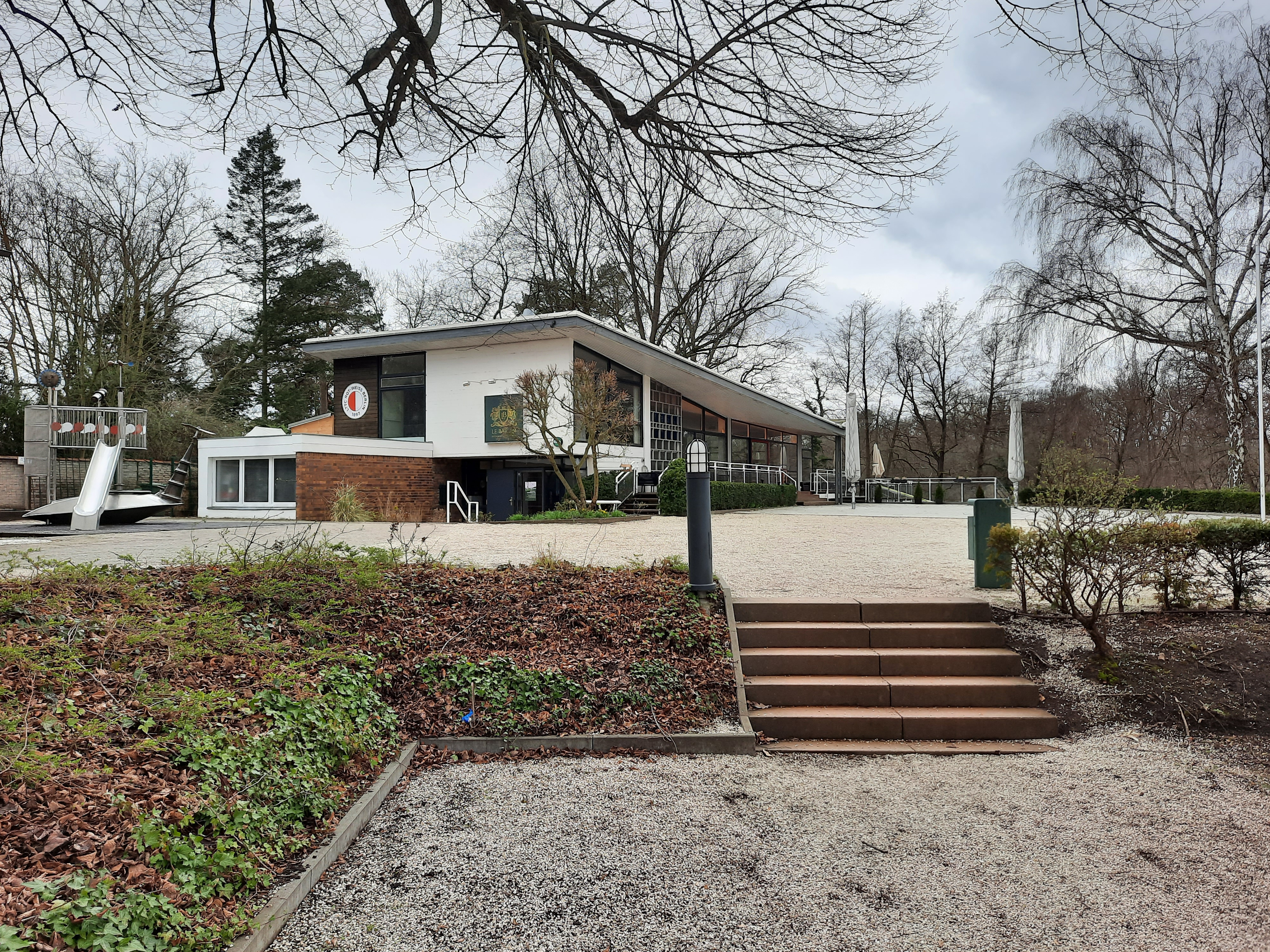
Casino
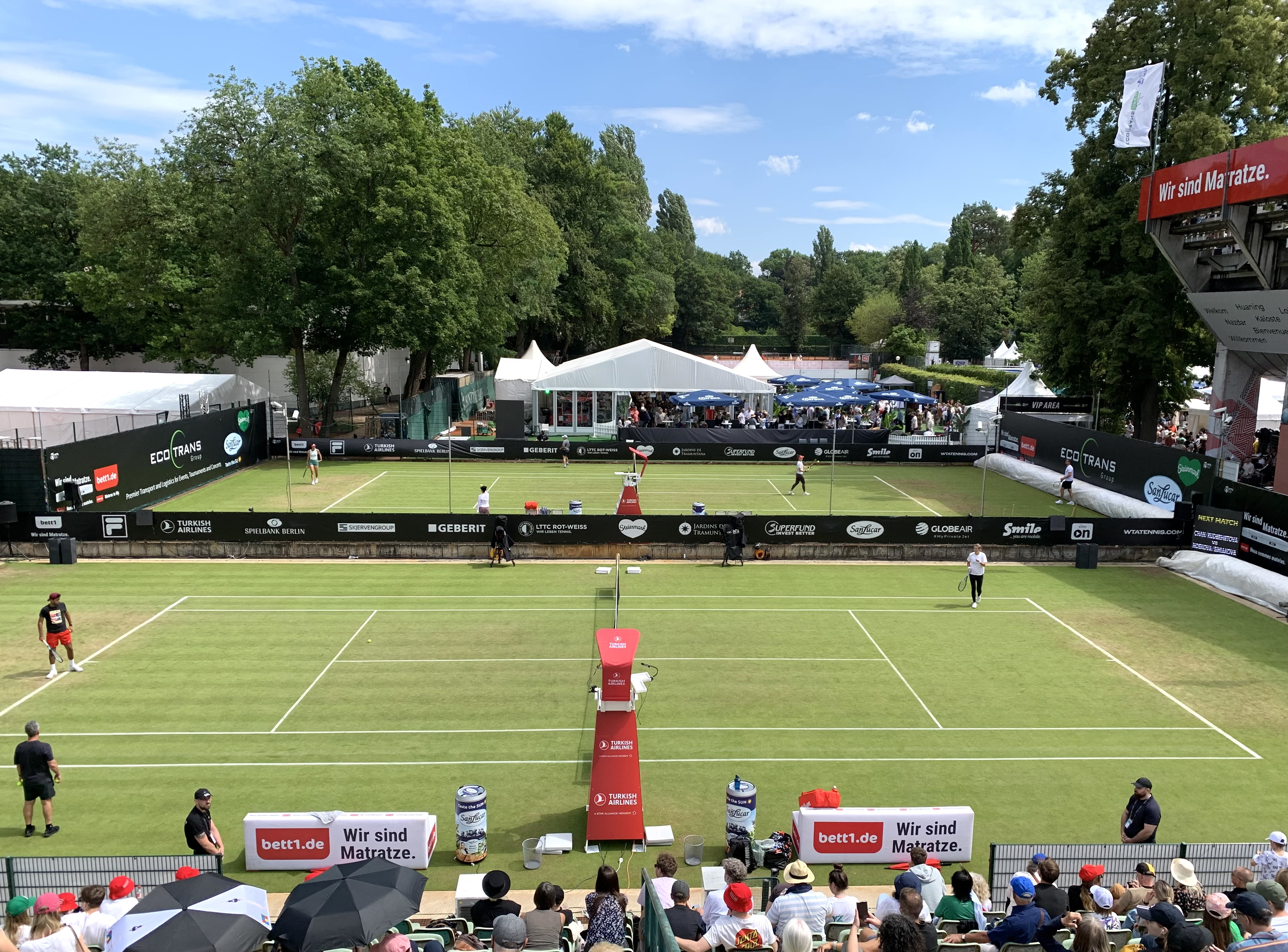
Rasenplätze
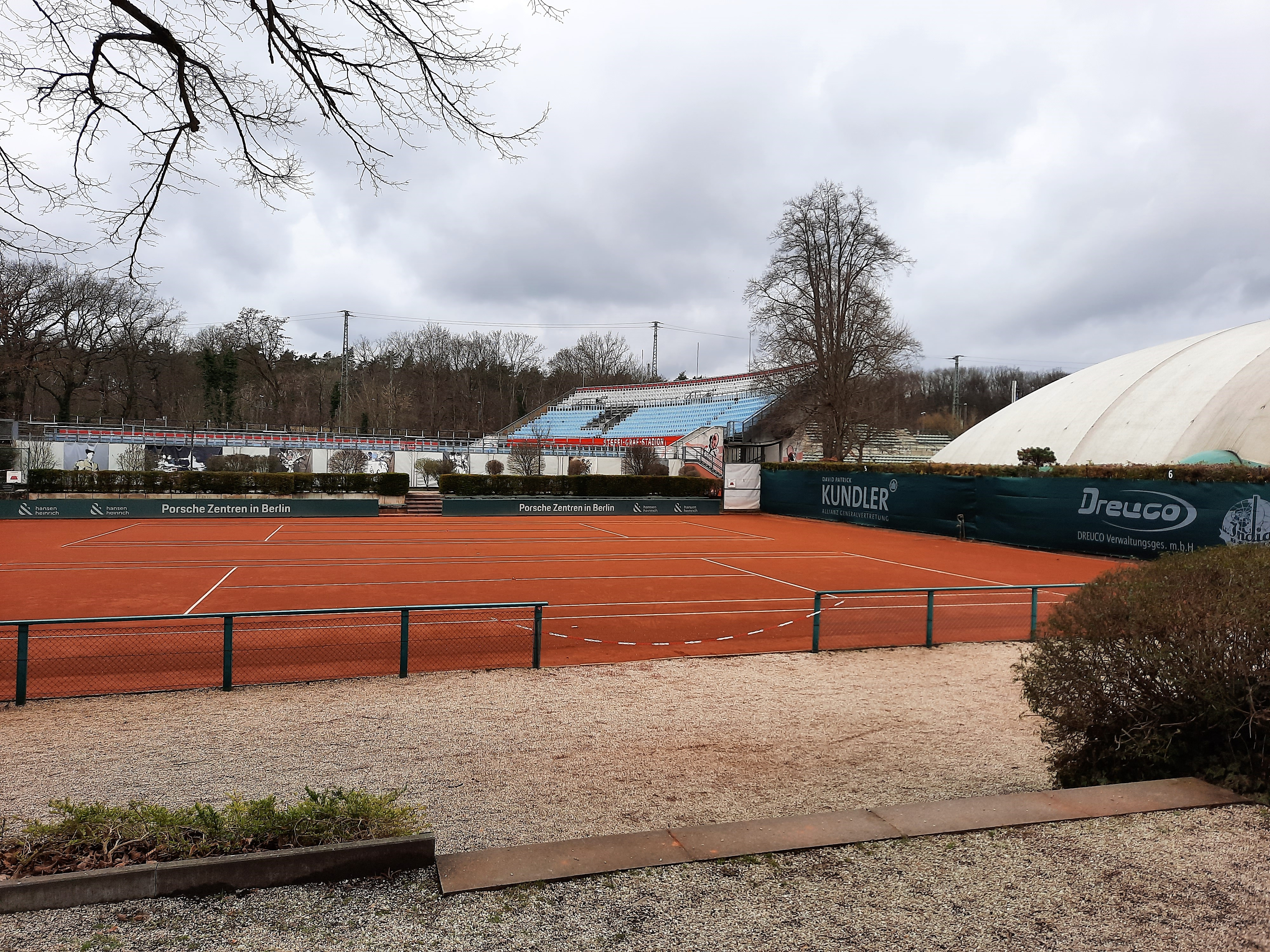
Ascheplatz
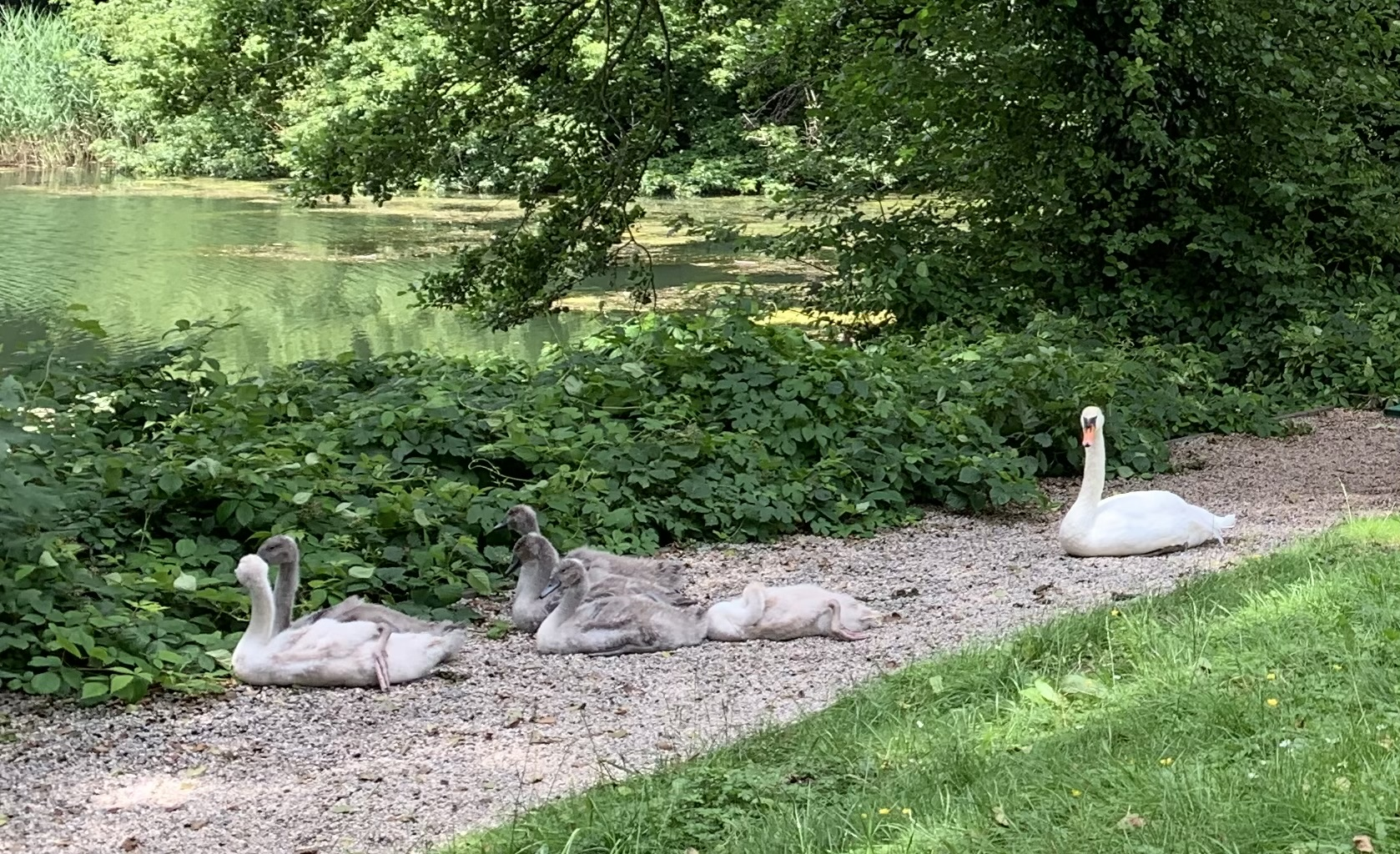
Ufer am Hundekehlesee

## Turniere
Bekannt ist „Rot-Weiß“ durch seine Turnierveranstaltungen. Jahrzehntelang waren es die Pfingstturniere am Hundekehlensee.

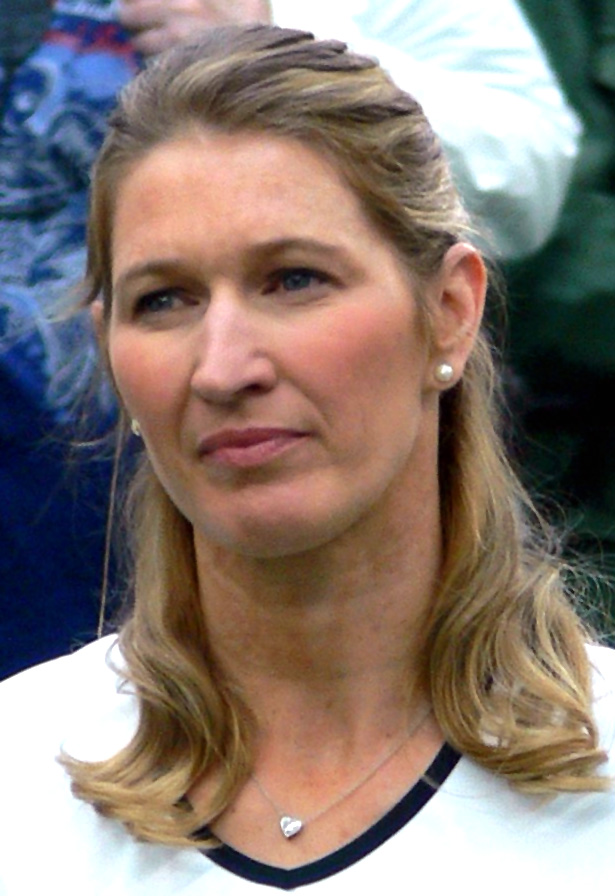
Steffi Graf, neunmalige Siegerin der German Open

### German Open
Seit 1979 sind die Damenturniere bei den German Open bedeutend. Bei den German Open traten von Beginn an die besten Spielerinnen der Welt in Berlin an. Martina Navratilova, Chris Evert-Lloyd, Helena Sukova, Gabriela Sabatina, Claudia Kohde-Kilsch, Monica Seles, Arantxa Sanchez Vicario, Conchita Martinez, Jennifer Capriati, Serena Williams, Justine Henin, Amelie Mauresmo, Ana Ivanovic und Steffi Graf. Mit neun Siegen war die deutsche Ausnahmespielerin die erfolgreichste Teilnehmerin in der Geschichte des Turniers. 

### Davis Cup
In der ersten Glanzzeit des Clubs von 1927 bis 1939 stellte der Club mit Otto Froitzheim, Daniel Prenn, Hans Moldenhauer, Henner Henkel und Gottfried von Cramm fast das gesamte deutsche Davis-Cup-Team. 
Wimbledonfinalist Wilhelm Bungert, Christian Kuhnke, Dieter Ecklebe und der Berliner Wolfgang „Paule“ Stuck spielte Ende der 1960er, Anfang der 1970er Jahre regelmäßig Davis Cup in Berlin.
Seit 1913 fanden insgesamt 28 Länderspiele der Herren auf dem Gelände des LTTC Rot-Weiß statt. Das Vereinsgelände war damit Austragungsort der meisten Davis-Cup-Spiele auf deutschem Boden.

## Ehrungen
- Der LTTC Rot-Weiß Berlin gewann zwischen 1951 und 2017 den Bruckmann-Pokal, des Tennis-Verbands Berlin-Brandenburg, für die beste Jugendarbeit insgesamt 38-mal (Stand: 2020).[7]